# Уйкала
У́йкала (эст. Uikala) — деревня в волости Тойла уезда Ида-Вирумаа, Эстония.

## Географическое положение
Расположена в северной части уезда Ида-Вирумаа. Высота над уровнем моря 63 метра. Неподалёку от деревни находится городская свалка Йыхви и Кохтла-Ярве.

## Число жителей
По данным переписи населения 2011 года в деревне проживал 1 человек, национальность неизвестна.
В 2019 году в деревне насчитывалось 5 жителей.

## История
В письменных источниках 1448 года упоминается Uvykas (деревня), 1547 года — Uwenkall, 1620 года — Oikalla by, 1844 года — Uikalla. В 1945 году упоминается поселение Уйкала, в 1970 году оно получило статус деревни.